# Matterhorn
För andra betydelser, se Matterhorn (olika betydelser).
Matterhorn är ett berg i de Penninska alperna som sträcker sig 4 478 meter över havet. Berget ligger cirka åtta kilometer sydväst om Zermatt i den schweiziska kantonen Valais och den italienska regionen Valle d'Aosta. Matterhorn (tyska) eller Cervino (italienska) (franska: Mont Cervin eller Le Cervin) är kanske det mest kända berget i denna region. På gränsen mellan Schweiz och Italien tornar Matterhorn upp sig över den schweiziska byn Zermatt och den italienska byn Breuil-Cervinia i kommunen Valtournenche. 

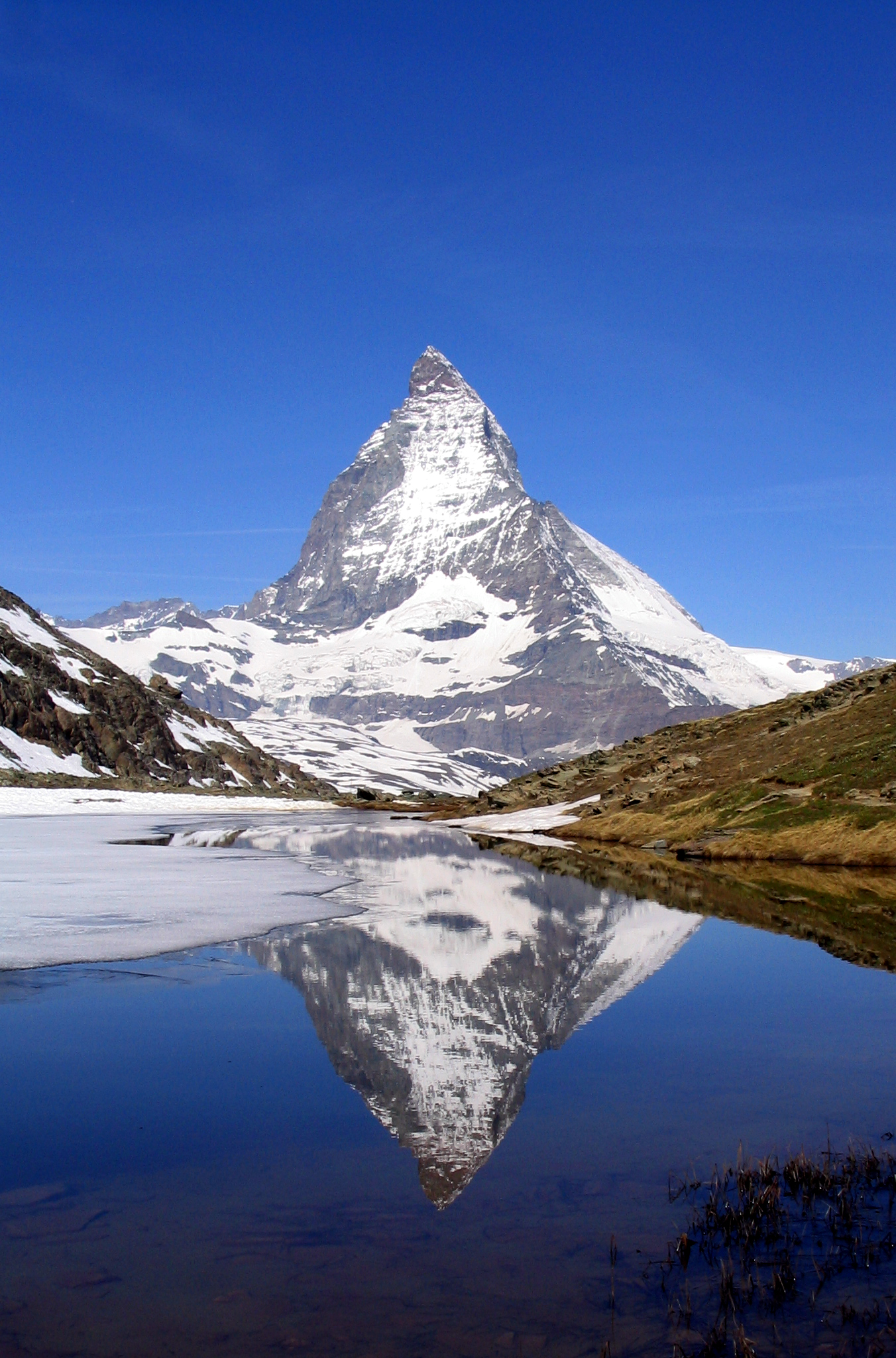
Matterhorn speglas i sjön Riffelsee

Matterhorn har fyra väggar som vetter åt var sitt väderstreck. Bergets södra vägg ligger i Italien, medan nord-, öst- och västväggarna ligger i Schweiz. 
Berget har två toppar, åtskilda av en kam. Gränsen mellan länderna går genom högsta punkten och vattendelaren. 
De norra och östra sidorna vetter mot respektive dalgången Zmutttal och bergsryggen Gornergrat i Schweiz, den södra sidan vetter mot rekreationsorten Breuil-Cervinia i Italien, och den västra vetter mot berget  Dent d'Hérens som grenslar den schweizisk-italienska gränsen. De norra och södra sidorna möts där de är som högst och bildar där en kort ås i öst-västlig riktning. Matterhorns väggar är branta och bara små fläckar av snö och is klänger sig fast vid dem. Regelbundna snöskred skickar ner snön, så att den packas samman på de glaciärer som finns vid foten av var och en av Matterhorns sidor. Kammen Hörnli i nordost, (den centralrygg som ses från Zermatt), är den vanliga klätterleden. Matterhorn bestegs första gången 14 juli 1865 av Edward Whymper.

## Etymologi
Bergets namn kommer av de tyska orden ’Matte’, som betyder ’äng’, och ’Horn’, som betyder ’brant bergstopp’. 